# Jasmínovka
Jasmínovka (Trachelospermum), česky též jasmínovník, je rod rostlin z čeledi toješťovité. Jsou to liány se vstřícnými jednoduchými listy a bílými nebo žlutými, silně vonnými květy. Rod zahrnuje asi 12 druhů a je rozšířen v Asii a Severní Americe. Jasmínovky jsou jedovaté rostliny a některé druhy mají význam v medicíně. Nejznámějším druhem je jasmínovka vonná, která je často pěstována ve Středomoří jako delikátní okrasná liána. V Asii slouží některé druhy jako zdroj pevných vláken.

## Popis
Jasmínovky jsou stálezelené nebo poloopadavé, dřevnaté liány, výjimečně ovíjivé byliny. Při poranění roní bílý latex. Listy jsou jednoduché, vstřícné. Květy jsou pětičetné, oboupohlavné, uspořádané v řídkých koncových nebo úžlabních vrcholících. Kalich je drobný, hluboce členěný na 5 laloků, na bázi se žlázkami, na vrcholu obvykle zoubkatý. Koruna je bílá až žlutá, nálevkovitá, s válcovitou korunní trubkou a staženým ústím. Korunní laloky se překrývají směrem doprava. Tyčinky jsou přirostlé v dolní třetině korunní trubky. Prašníky jsou střelovité, připojené ke čnělkové hlavě. Gyneceum je tvořeno 2 volnými semeníky obsahujícími mnoho vajíček. Čnělka je jediná, krátká. Plodem je souplodí 2 úzce válcovitých nebo vřetenovitých měchýřků. Semena jsou úzce podlouhlá, bez zobánku, s chmýrem.

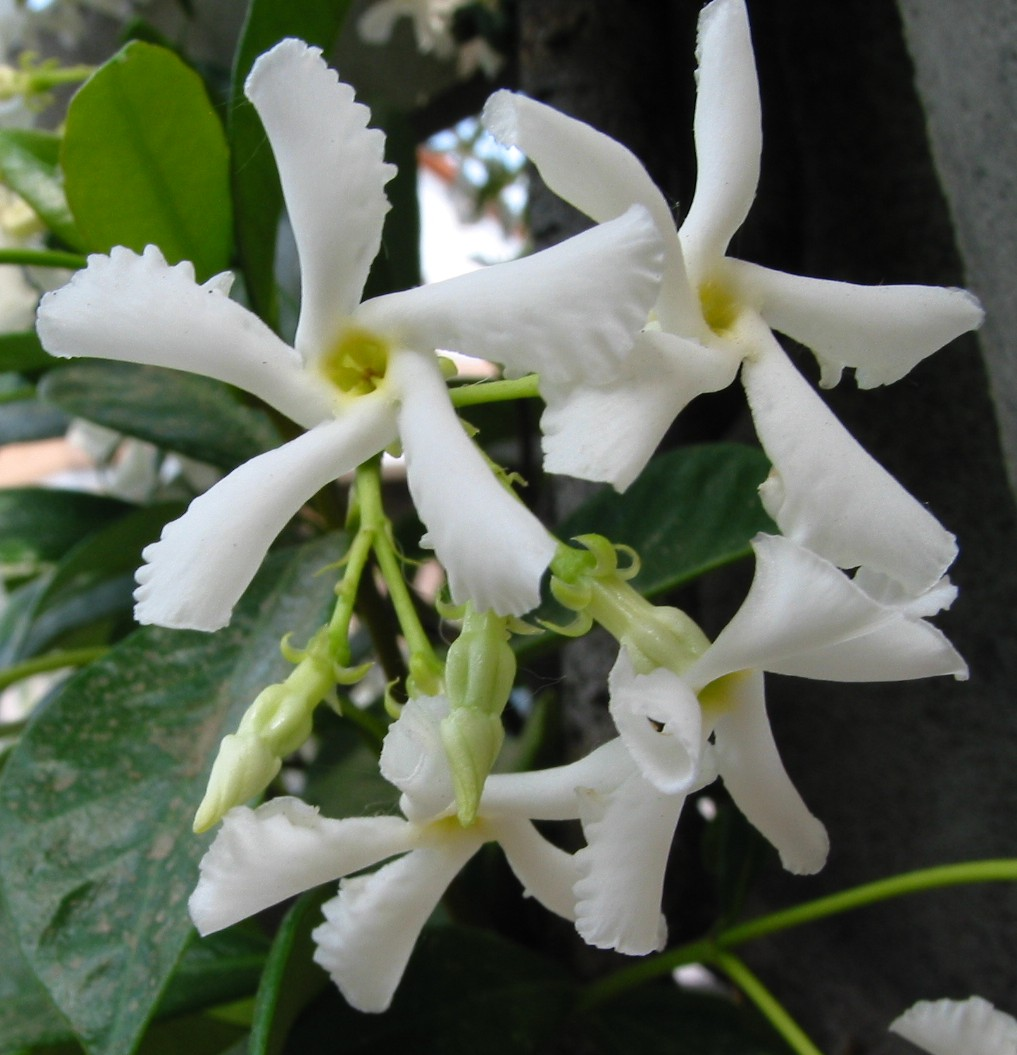
Květy jasmínovky vonné
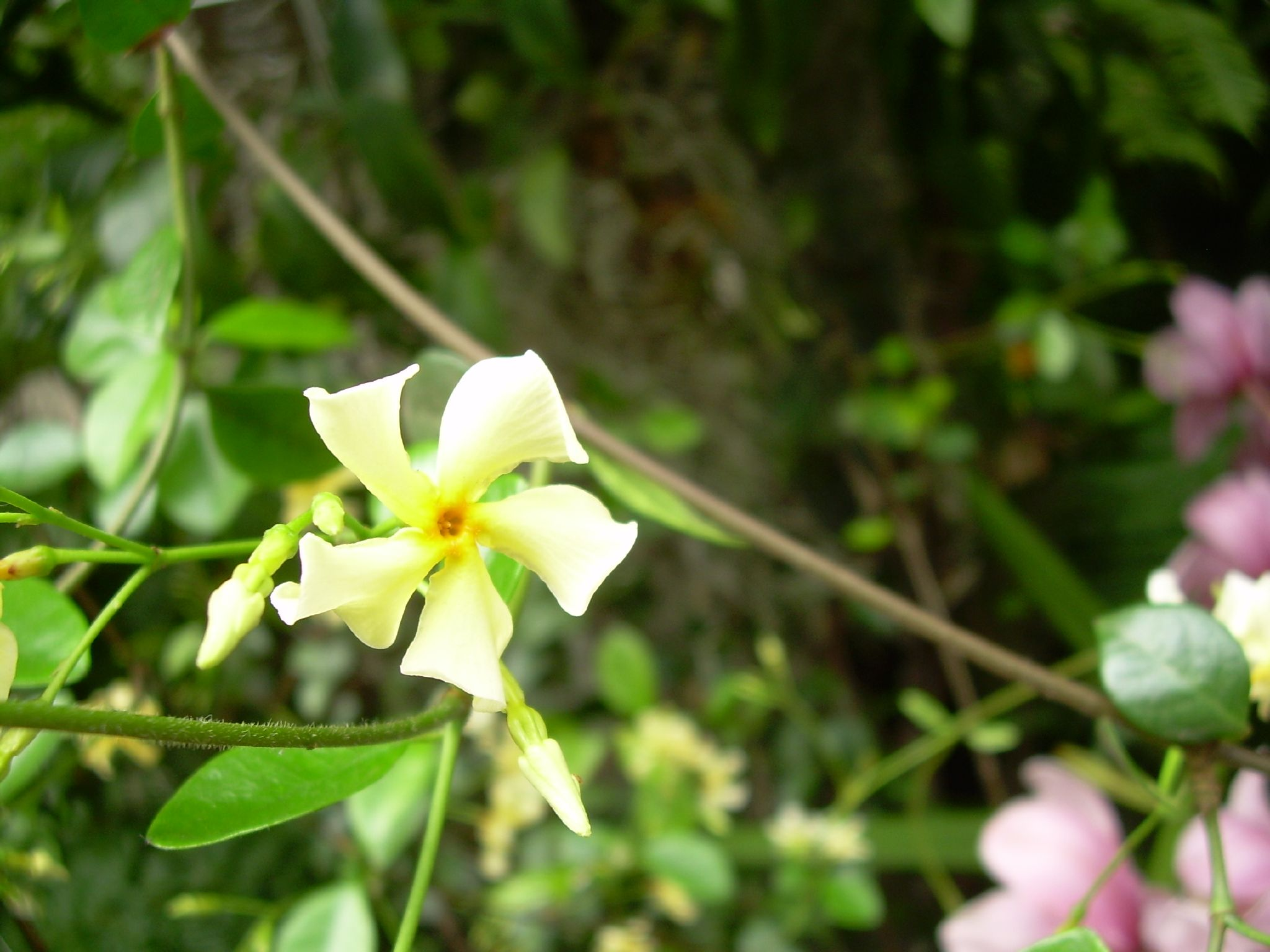
Žlutě kvetoucí druh Trachelospermum asiaticum
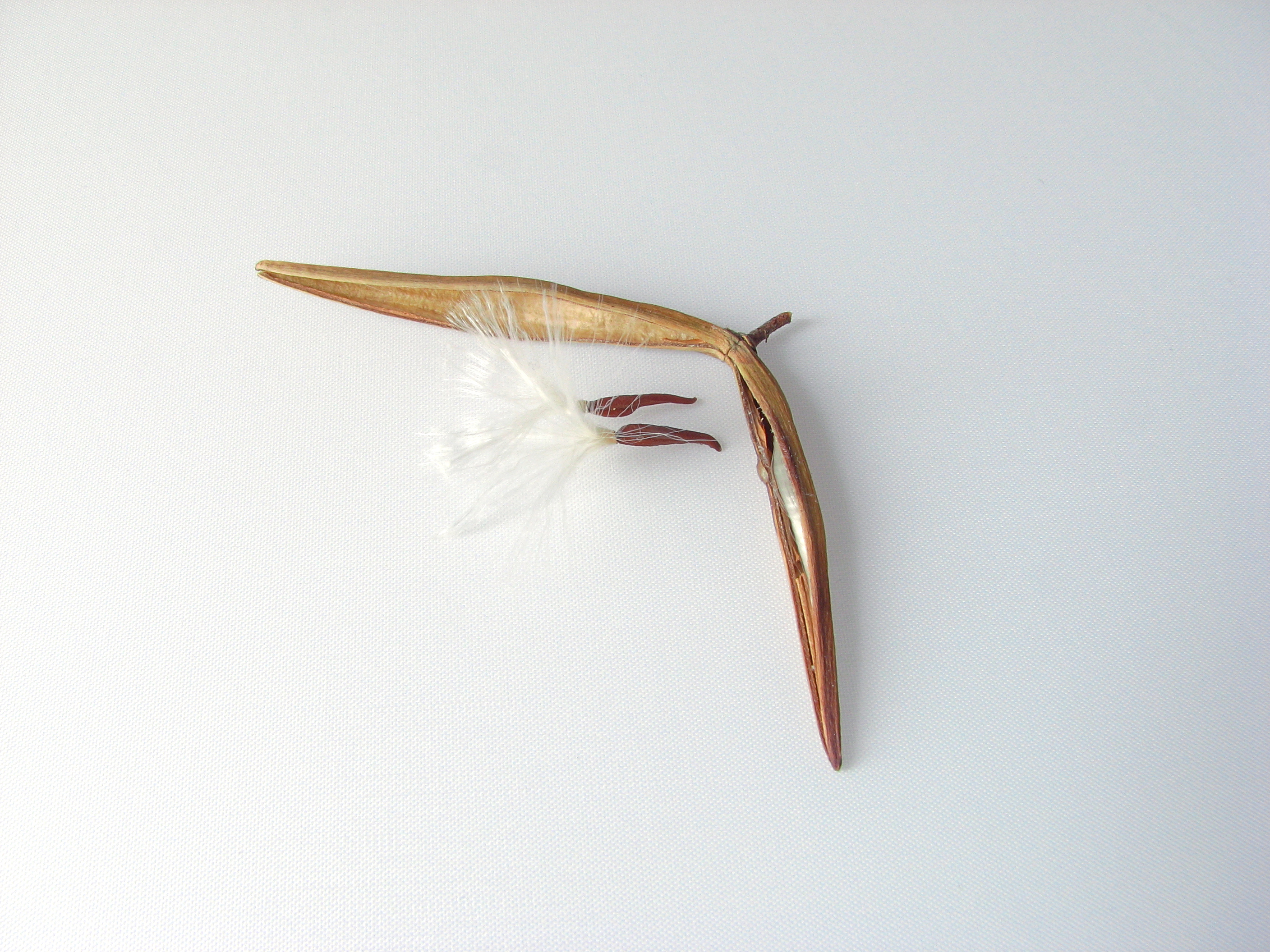
Suchý plod jasmínovky

## Rozšíření
Rod zahrnuje asi 12 druhů. Je rozšířen v Asii od Indie po Japonsko a jihovýchodní Asii. Nejvíc druhů se vyskytuje v teplých mírných až subtropických oblastech východní Asie. Nejrozsáhlejší areál, zahrnující téměř celou oblast rozšíření rodu mimo ostrovů jv. Asie, má druh Trachelospermum asiaticum. V Číně roste 6 druhů, v Japonsku 2, v jihovýchodní Asii 3 druhy.

## Ekologické interakce

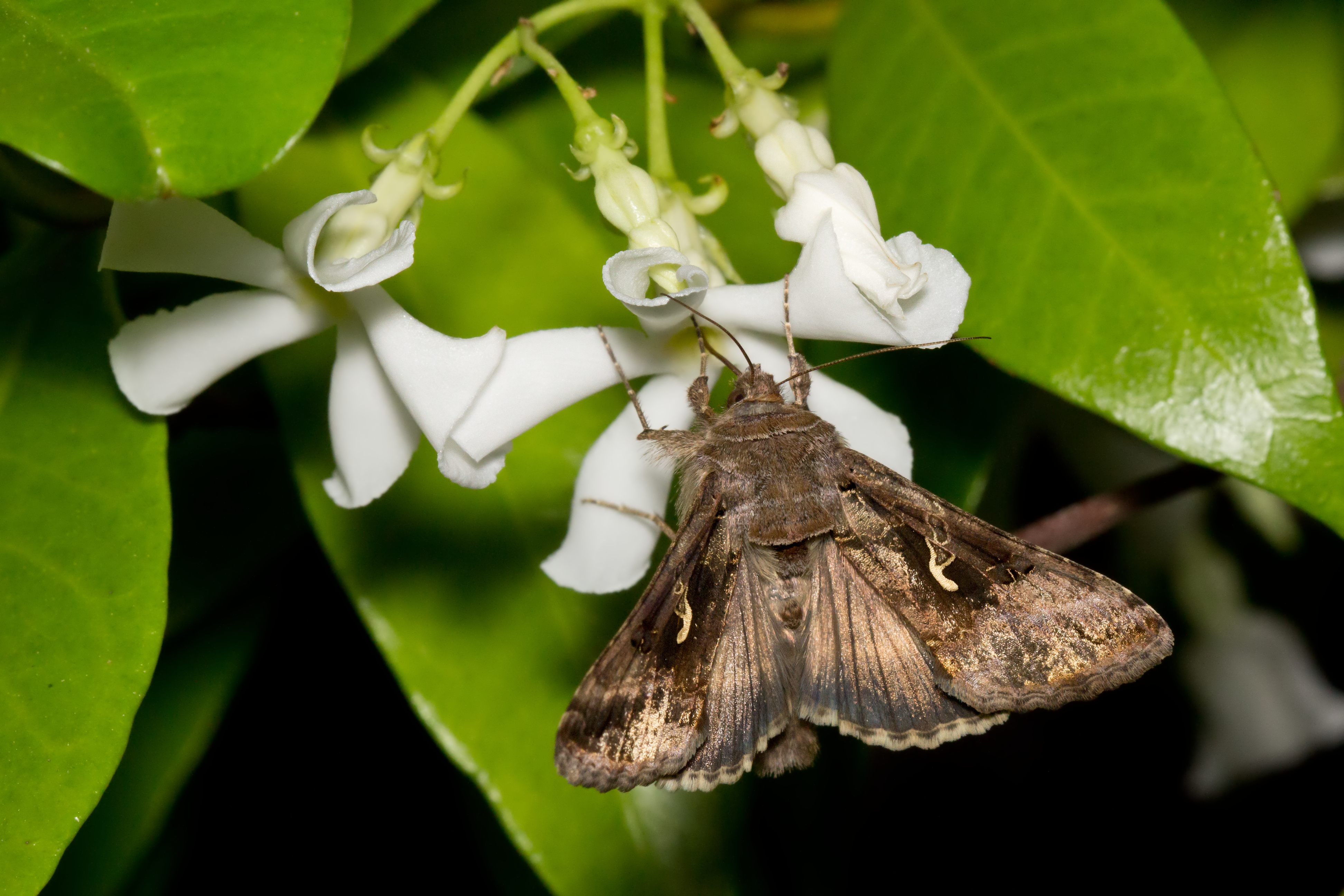
Můra kovolesklec gama na květech jasmínovky vonné

Květy jasmínovek jsou silně vonné a jsou opylovány hmyzem, zejména motýly a včelami, které přitahují v hojném množství. Semena jsou opatřena chmýrem a šíří se větrem.

## Obsahové látky a jedovatost
Jasmínovky obsahují podobně jako jiní zástupci toješťovitých biologicky účinné látky a jsou jedovaté. Jasmínovka vonná obsahuje lignan arktiin a glykosidy, zejména trachelosid, nortrachelosid a matairesinosid. Byly zjištěny též alkaloidy, konkrétně voakangin a nortrachelogenin-amid.

## Taxonomie
Rod Trachelospermum je v rámci čeledi Apocynaceae řazen do podčeledi Apocynoideae, tribu Apocyneae a subtribu Chonemorphinae. Nejblíže příbuzné rody jsou Chonemorpha a Vallariopsis, řazené do stejného subtribu.
V minulosti byl do rodu Trachelospermum řazen i severoamerický druh Trachelospermum difforme. Výsledky molekulárních studií však ukázaly, že není s ostatními druhy bezprostředně příbuzný, a proto byl přeřazen do samostatného rodu Thyrsanthella.

## Zástupci
- jasmínovka vonná (Trachelospermum jasminoides)

## Význam

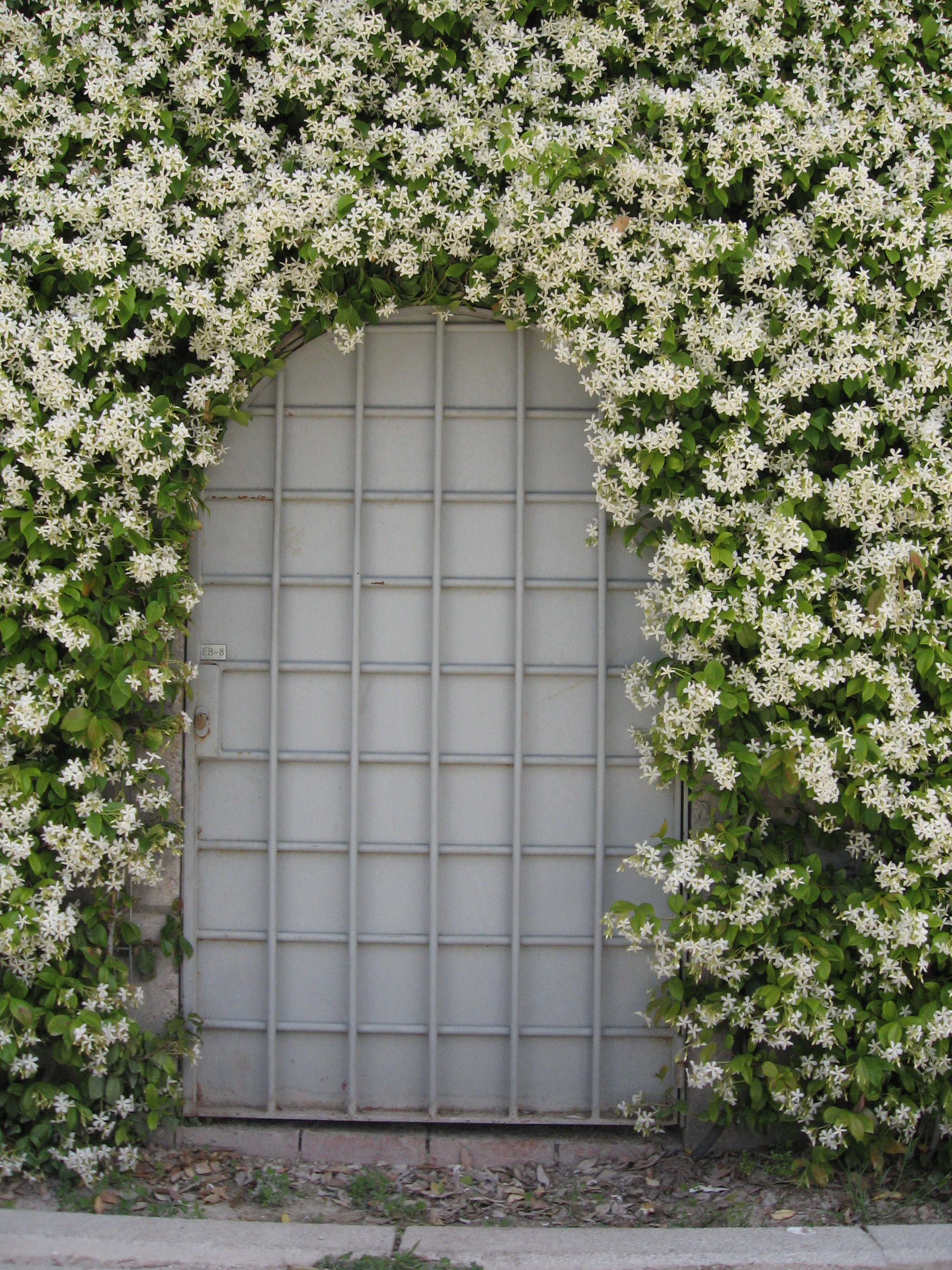
Jasmínovka vonná jako okrasná liána

Jasmínovka vonná je pěstována v subtropech a teplých oblastech mírného pásu jako bujná a bohatě kvetoucí okrasná liána. Lze se s ní často setkat i v jižní Evropě. Pochází z východní Asie. Řidčeji se pěstují jiné druhy, zejména krémově kvetoucí Trachelospermum asiaticum. Ze stonků jasmínovky vonné a druhu Trachelospermum axillare se získávají pevná vlákna používaná v Asii k výrobě provazů, pytlů a papíru. Z květů se vyrábí vonný esenciální olej. Některé druhy mají význam v tradiční čínské medicíně zejména při léčení zranění a revmatismu.

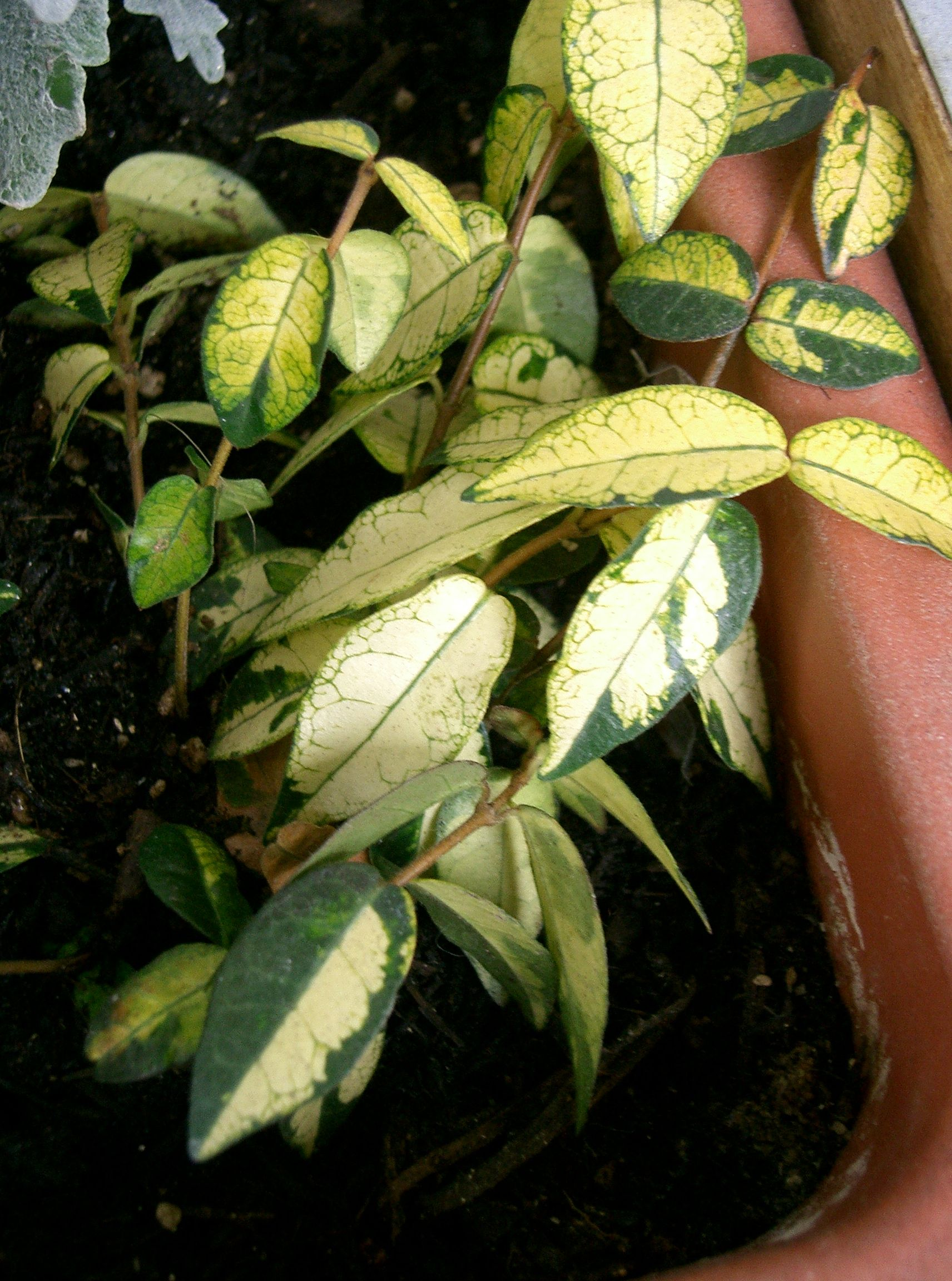
Pestrolistý kultivar Trachelospermum asiaticum
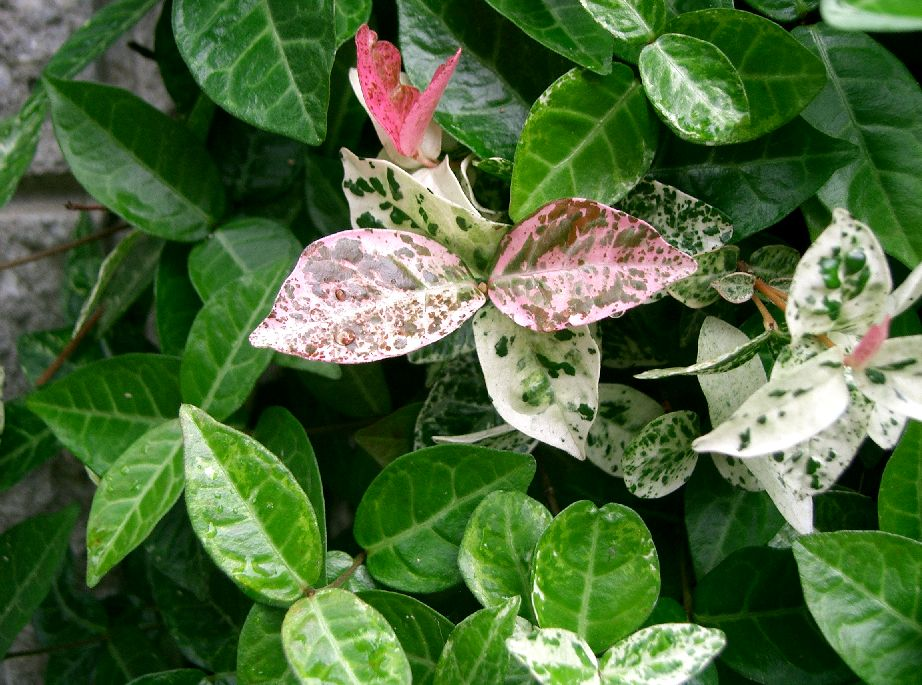
Pestrolistý kultivar T. asiaticum
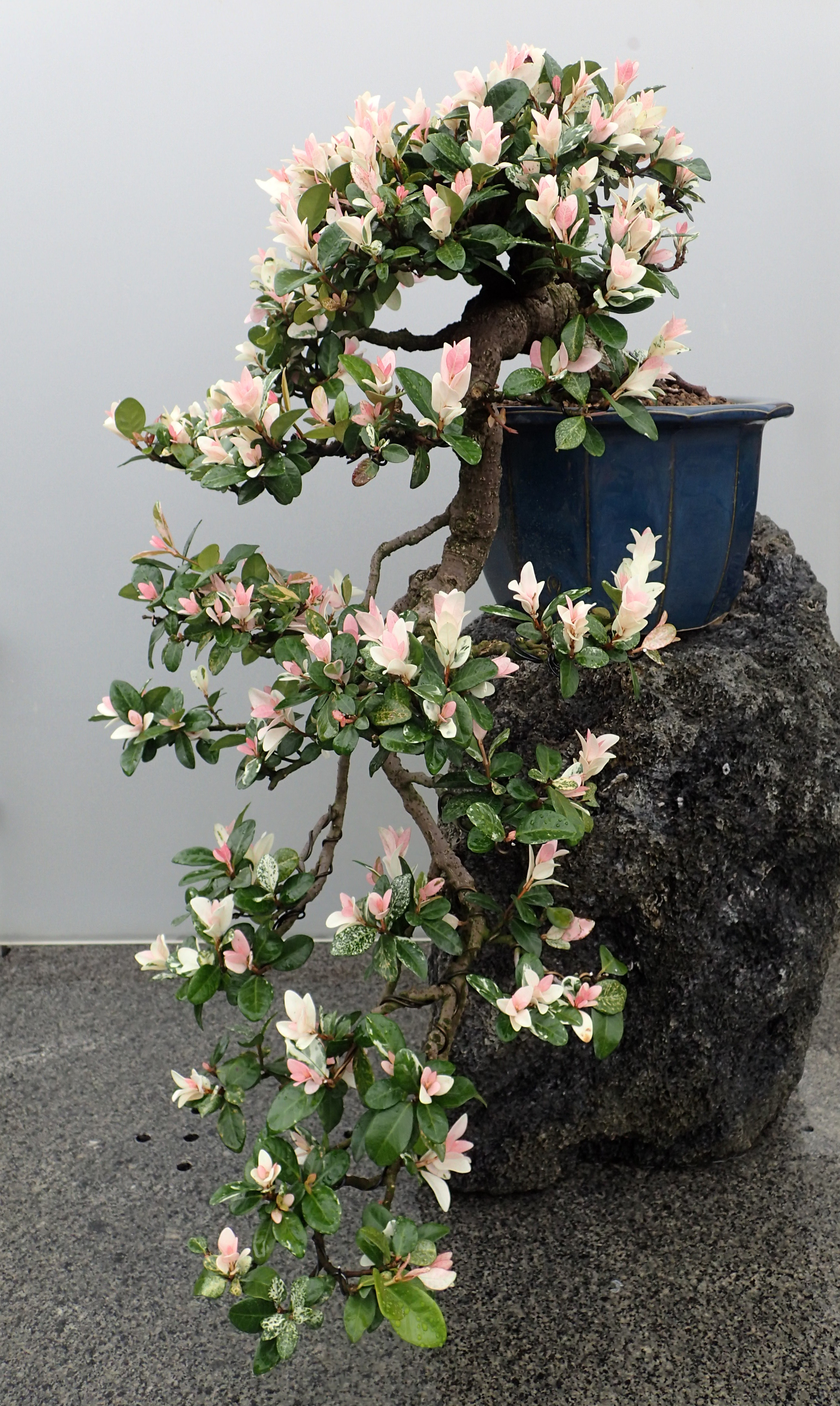
Pestrolistý kultivar T. asiaticum jako bonsaj